# Liza Soberano

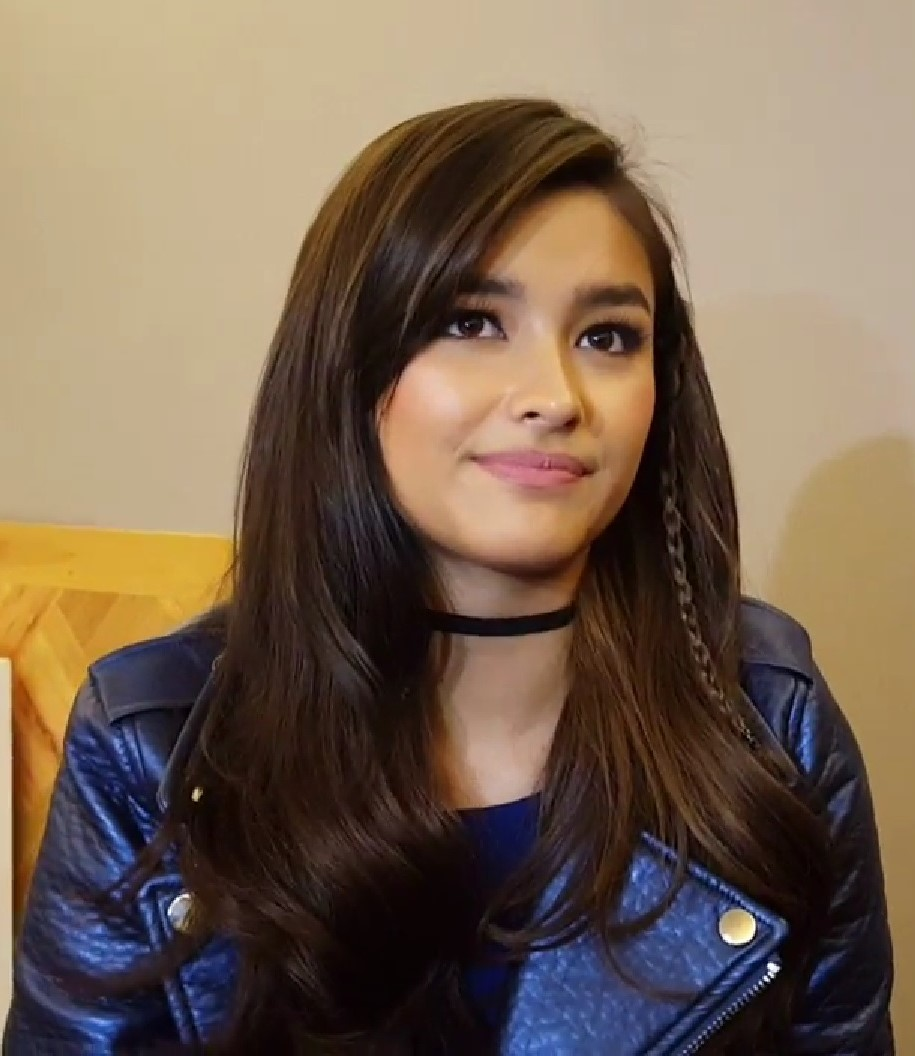
Liza Soberano (2016)

Hope Elizabeth „Liza“ Soberano (* 4. Januar 1998 in Santa Clara, Kalifornien) ist eine philippinisch-US-amerikanische Schauspielerin, Sängerin und Model.

## Leben
Soberano ist die Tochter von Jacquelyn Elizabeth Hanle, einer US-Amerikanerin, und John Castillo Soberano, einem Philippiner, und hat einen Bruder. Als sie zehn Jahre alt war, zog die Familie nach Manila, Philippinen. Sie modelt seit ihrem 12. Lebensjahr.
Sie debütierte 2011 als Schauspielerin in einer Episode der philippinischen Fernsehserie Wansapanataym. 2013 durfte sie in einer weiteren Episode eine Rolle übernehmen. 2012 spielte sie in der Fernsehserie Kung ako'y iiwan mo in 152 Episoden die Rolle der Claire Raymundo. Von 2014 bis 2015 stellte sie die Hauptrolle der Maria Agnes Calay in insgesamt 152 Episoden der Fernsehserie Forevermore dar. Im Folgejahr spielte sie die Hauptrolle der Serena Marchesa  in der Fernsehserie Dolce Amore. Sie wirkte in 137 von insgesamt 138 Episoden mit. Der Trend setzte sich fort, als sie 2018 in der ebenfalls philippinischen Fernsehserie Bagani eine der Hauptrollen darstellte. Seit 2020 spielt sie die Hauptrolle der Belinda „Billy“ Dimagiba in der Fernsehserie Make It with You.

## Filmografie
- 2011–2013: Wansapanataym (Fernsehserie, 2 Episoden, verschiedene Rollen)
- 2012: Kung ako'y iiwan mo (Fernsehserie, 152 Episoden)
- 2012–2013: Luv U (Fernsehserie, 4 Episoden)
- 2012–2017: Maalaala mo kaya (Fernsehserie, 4 Episoden, verschiedene Rollen)
- 2013: Must Be... Love
- 2013: She's the One
- 2014–2015: Forevermore (Fernsehserie, 152 Episoden)
- 2015: Just the Way You Are
- 2015: Everyday I Love You
- 2016: Dolce Amore (Fernsehserie, 137 Episoden)
- 2017: My Ex and Whys
- 2018: Bagani (Fernsehserie, 111 Episoden)
- 2019: Alone/Together
- 2020: Make It with You (Fernsehserie, 45 Episoden)
- 2024: Lisa Frankenstein